# California Pizza Kitchen
California Pizza Kitchen (CPK) es una cadena de restaurantes de comida informal que se especializa en pizza al estilo de California. El primer restaurante se inauguró en 1985 por los abogados Rick Rosenfield y Larry Flax en Beverly Hills, California, Estados Unidos.

## Descripción
|                                                  |
| La sucursal ubicada en Ocean Terminal, Hong Kong |

|                                                   |
| California Pizza Kitchen en Stamford, Connecticut |

La cadena California Pizza Kitchen es ampliamente conocida por sus pizzas nuevas y no tradicionales, como la «Pizza original de pollo a la barbacoa», el pollo tailandés y las pizzas de pollo jamaicano Jerk. También sirven varios tipos de pastas, ensaladas, sopas, sándwiches y postres. Tienen un extenso menú infantil para niños de 10 años y menores que incluye una variedad de diferentes pizzas, pastas, ensaladas y pollo.
La cadena cuenta con más de 250 ubicaciones en 32 estados de Estados Unidos y otros 10 países, incluidos 15 conceptos de franquicia no tradicionales de California Pizza Kitchen diseñados para aeropuertos, universidades y estadios.
La marca de CPK tiene licencia para una línea de estilo arrojado a mano, corteza fina y crujiente, corteza sin gluten y pequeñas pizzas congeladas para la venta en supermercados. La marca fue originalmente licenciada a Kraft en 1999. La licencia fue asignada a Nestlé después de comprar las líneas de pizza de Kraft en 2010.

## Países en operación
- Australia
- Guam[10]
- India
- Costa Rica
- Hong Kong
- Japón
- México
- Filipinas
- Singapur
- Corea del Sur
- Emiratos Árabes Unidos
- Estados Unidos